# Výšovice
Výšovice jsou obec v okrese Prostějov v Olomouckém kraji. Žije zde 589 obyvatel.

## Název
Jelikož v nejstarších dokladech je jméno vesnice psáno důsledně s -i- v první slabice (Wisschowicz apod.), nejspíš jeho nejstarší podoba byla Višovice a jeho základem bylo staré obecné viš, což bylo označení pro některou trávu (asi skřípinu lesní). Původně vlastně šlo o pojmenování obyvatel vsi (Višovici), které znamenalo "obyvatelé místa, kde roste viš". Když slovo viš vyšlo z užívání, začalo být jméno vesnice chápáno jako odvozenina slova výška nebo podobného. Podporou tohoto výkladu (vesnice založená na travnatém místě) je i jméno sousedních Vřesovic.

## Historie
První písemná zmínka o obci pochází z roku 1348.

## Obyvatelstvo

### Struktura
Vývoj počtu obyvatel za celou obec i za jeho jednotlivé části uvádí tabulka níže, ve které se zobrazuje i příslušnost jednotlivých částí k obci či následné odtržení.
| Místní části   | Místní části  | 1869 | 1880 | 1890 | 1900 | 1910 | 1921 | 1930 | 1950 | 1961 | 1970 | 1980 | 1991 | 2001 | 2011 | 2021 |
| -------------- | ------------- | ---- | ---- | ---- | ---- | ---- | ---- | ---- | ---- | ---- | ---- | ---- | ---- | ---- | ---- | ---- |
| Počet obyvatel | část Výšovice | 516  | 548  | 591  | 607  | 687  | 702  | 716  | 579  | 621  | 564  | 530  | 410  | 424  | 463  | 503  |
| Počet domů     | část Výšovice | 89   | 100  | 103  | 110  | 112  | 118  | 129  | 140  | 141  | 142  | 139  | 148  | 158  | 167  | 179  |

## Obecní správa

### Obecní symboly
Znak a vlajka byly obci uděleny rozhodnutím předsedy Poslanecké sněmovny Parlamentu České republiky dne 5. října 2004.

## Pamětihodnosti
- Zámek Výšovice
- Kostel svatého Vavřince
- Fara
- Kříž u silnice na Prostějov

## Slavní rodáci
- Ondřej Přikryl (1862–1936), český lékař, spisovatel, starosta města Prostějova za první republiky
- František Ryšánek (1877–1969), český jazykovědec, profesor Univerzity Karlovy